# Intimissimi

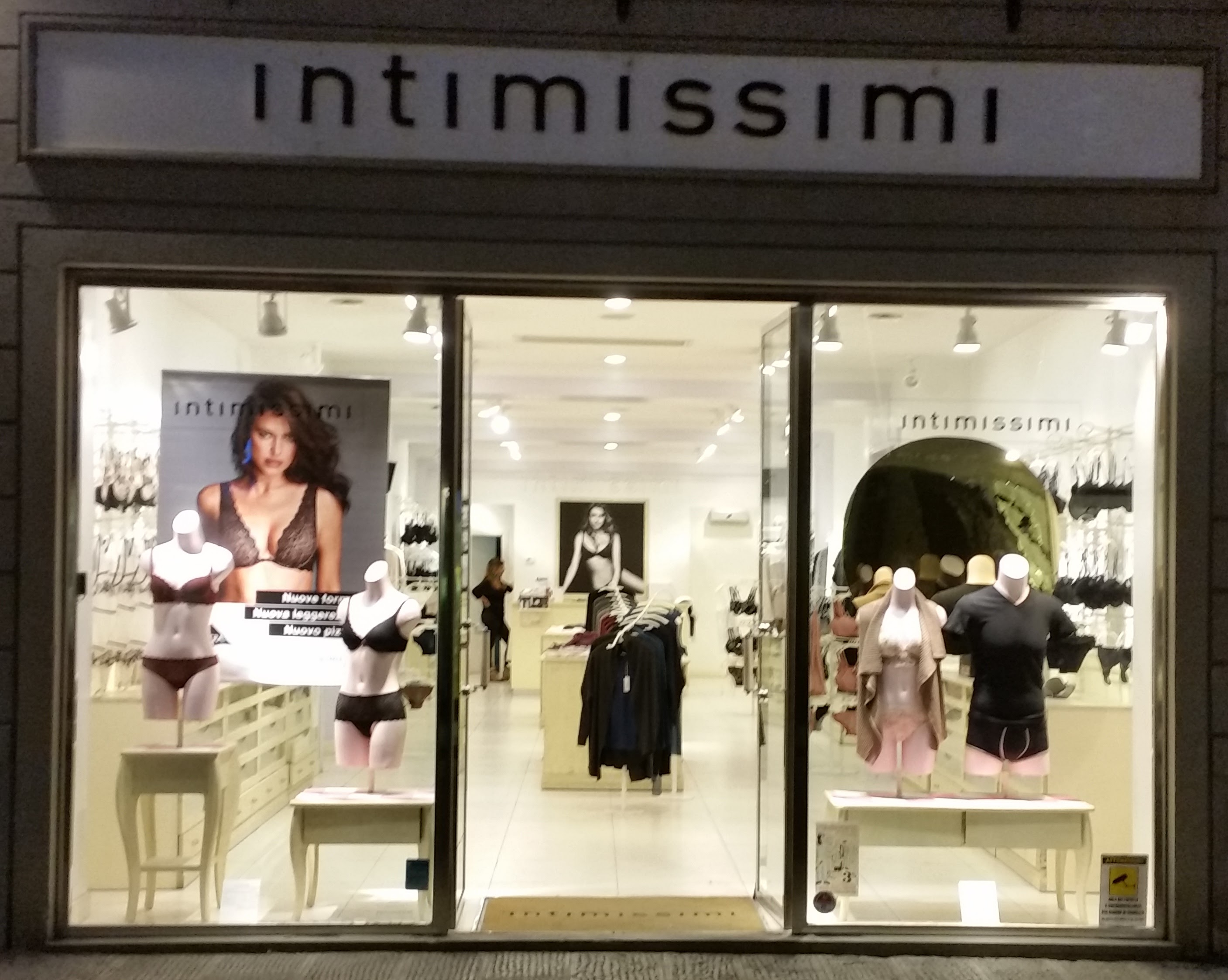
Intimissimi-Filiale

Intimissimi ist 1996 gegründetes italienisches Modelabel der Oniverse-Gruppe, das sich vor allem auf Damenunterwäsche spezialisiert hat. Weltweit werden über 1.400 Intimissimi-Geschäfte in 40 Ländern betrieben.

## Geschichte

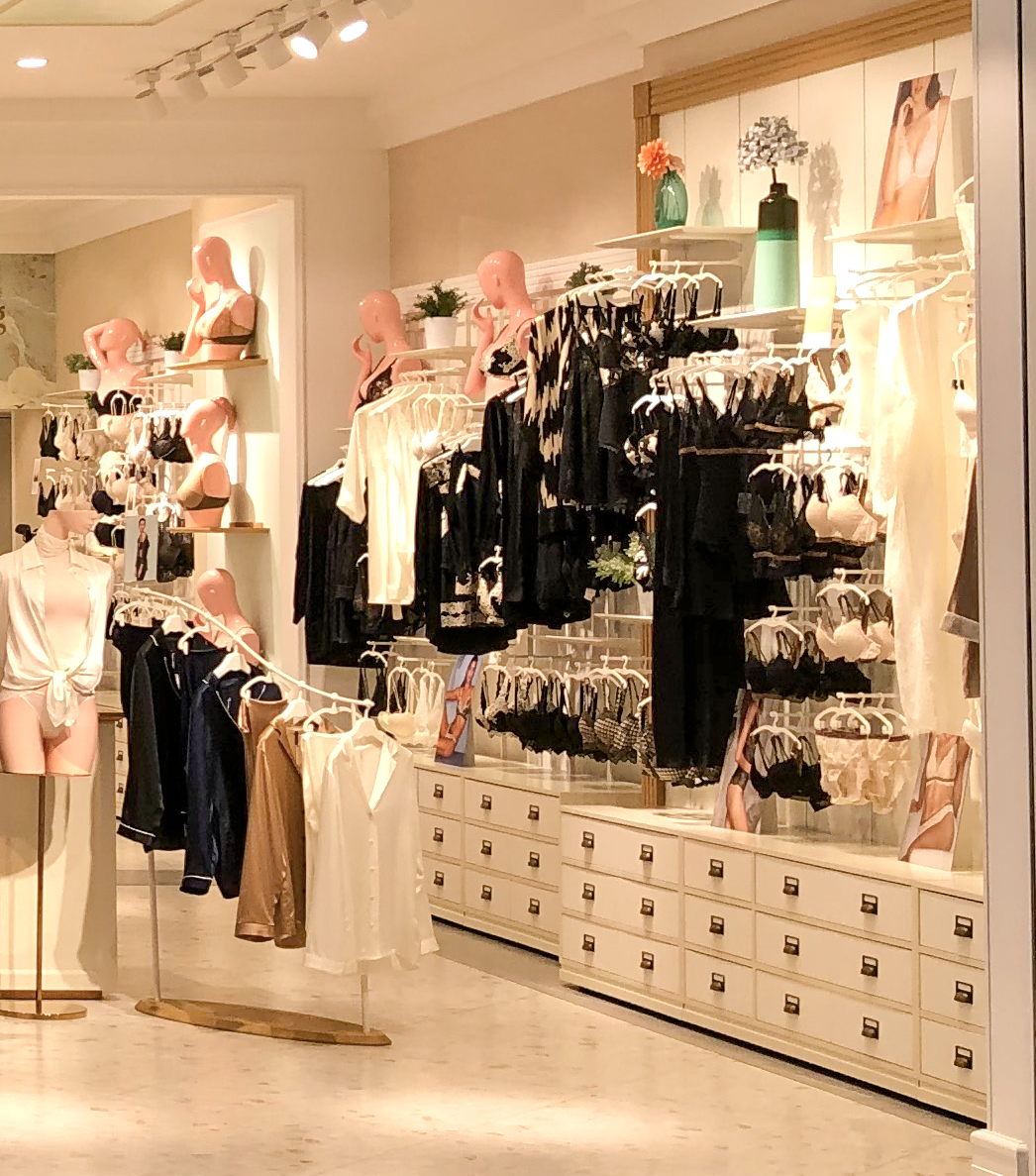
Intimissimi-Filiale

### Gründung, Partnerschaften und Filialen-Netzwerk
Die Marke wurde von Sandro Veronesi 1996 gegründet. Das Unternehmen greift auf ein Franchising-Netzwerk zurück. Bis 2006 hatte Intimissimi weltweit bereits 1.000 Einzelhandelsgeschäfte eröffnet, davon 559 in Italien.
2005 ging Intimissimi über Limited Brands Inc. eine Partnerschaft mit der berühmten amerikanischen Dessous-Marke Victoria’s Secret ein. Die Partnerschaft umfasste auch die Entwicklung und Einführung einer Intimissimi-Schönheitskollektion in Victoria’s Secret-Geschäften und den Vertrieb von Intimissimi-Produkten in Victoria’s Secret-Outlet-Geschäften.
Heute betreibt Intimissimi in über 1.400 Filialen in 40 Ländern.

## Models und Kampagnengesichter
Bekannte Models und Gesichter von Werbekampagnen für Intimissimi waren unter anderem Ana Ivanovic (2017), Dakota Johnson (2017), die Israelin Shlomit Malka (2015) Irina Shayk (2016, 2017) und Blanca Suárez (2013),